# توماس و دوستان
موتور بخار توماس و دوستان (به انگلیسی: Thomas the Tank Engine & Friends) یا به سادگی با عنوان توماس و دوستان (به انگلیسی:Thomas & Friends) یک مجموعه تلویزیونی کودکان بریتانیایی/آمریکایی است. در بریتانیا برای اولین بار این مجموعه در سال ۱۹۸۴ از شبکه آی‌تی‌وی در سراسر بریتانیا پخش شد و برای اولین بار در ایالات متحده در سال ۱۹۸۹ در برنامه  ایستگاه زمان درخشان (به انگلیسی:Shining Time Station) پخش شد. این مجموعه براساس کتاب‌های سری راه‌آهن توسط کشیش ویلبرت آیدری و پسرش کریستوفر آیدری ساخته شده‌است.
در این کتاب‌ها ماجراهای گروهی از لوکوموتیوهای انسان‌شناس و وسایل نقلیه جاده‌ای دنبال می‌شود که در جزیره داستانی سودور زندگی می‌کنند. این کتاب‌ها بر اساس داستان‌هایی است که ویلبرت برای سرگرم کردن پسرش کریستوفر در دوران بهبودی از سرخک می‌گفت. بسیاری از داستان‌های چهار سری نخست بر اساس تجربه شخصی آیدری از حوادث مختلف است.

## مجموعه تلویزیونی
| Series | Year    | Episodes | DVD release date (R2) | DVD release date (R4) |
| ------ | ------- | -------- | --------------------- | --------------------- |
| ۱      | ۱۹۸۴    | ۲۶       | 31 January 2005       | 2 May 2006            |
| ۲      | ۱۹۸۶    | ۲۶       | 18 April 2005         | 13 April 2006         |
| ۳      | ۱۹۹۱–۹۲ | ۲۶       | 23 January 2006       | 6 July 2006           |
| ۴      | ۱۹۹۴–۹۵ | ۲۶       | 24 July 2006          | 8 September 2006      |
| ۵      | ۱۹۹۸    | ۲۶       | 5 February 2007       | 8 September 2006      |
| ۶      | ۲۰۰۲    | ۲۶       | ۲ ژوئیه ۲۰۰۷          | 5 January 2009        |
| ۷      | ۲۰۰۳    | ۲۶       | ۱۴ ژانویه ۲۰۰۸        | ۴ ژوئن ۲۰۰۹           |
| ۸      | ۲۰۰۴    | ۲۶       | 28 July 2008          | ۴ ژوئن 2009           |
| ۹      | ۲۰۰۵    | ۲۶       | ۱۹ ژانویه ۲۰۰۹        | 2 March 2010          |
| ۱۰     | ۲۰۰۶    | ۲۸       | ۱۷ مه ۲۰۱۰            | ۲ ژوئن ۲۰۱۰           |
| ۱۱     | ۲۰۰۷    | ۲۶       | ۲۶ ژوئیه ۲۰۱۰         | 2 June 2011           |
| ۱۲     | ۲۰۰۸    | ۲۰       | ۲۱ فوریه ۲۰۱۱         | ۱ مارس ۲۰۱۲           |
| ۱۳     | ۲۰۱۰    | ۲۰       | ۱۳ فوریه ۲۰۱۲         |                       |
| ۱۴     | ۲۰۱۰    | ۲۰       | ۲۲ ژوئیه ۲۰۱۳         |                       |
| ۱۵     | ۲۰۱۱    | ۲۰       | ۷ ژوئیه ۲۰۱۴          |                       |
| ۱۶     | ۲۰۱۲    | ۲۰       | ۲۵ مه ۲۰۱۵            |                       |
| ۱۷     | ۲۰۱۳–۱۴ | ۲۶       | ۱۸ ژوئیه ۲۰۱۶         |                       |
| ۱۸     | ۲۰۱۴–۱۵ | ۲۶       | ۱۹ ژوئن ۲۰۱۷          |                       |
| ۱۹     | ۲۰۱۵–۱۷ | ۲۶       |                       |                       |
| ۲۰     | ۲۰۱۶–۱۷ | ۲۸       |                       |                       |
| ۲۱     | ۲۰۱۷    | ۱۸       |                       |                       |

در طول این سال‌ها برنامه‌های تلویزیونی و فوق‌العاده مختلفی منتشر شده‌است که برای مشاهده خانگی در انواع تألیفات، فرمت‌ها و زبان‌های مختلف به چاپ و نشر رسیده‌است.